# Iglesia de Nuestra Señora de la Asunción (Pinarejos)
La iglesia de Nuestra Señora de la Asunción es un templo de culto católico ubicado en el municipio de Pinarejos, en la provincia de Segovia (España). Fue declarada Bien de Interés Cultural en el año 1995.
Fue construida a finales del siglo XII o principios del siglo XIII, y su fábrica originaria es de estilo románico-mudéjar. Consta de una sola nave con cabecera rectangular rematada en ábside. Llama la atención su torre-campanario, también del siglo XIII, así como el atrio, levantado a base de arcadas con capiteles historiados. Su interior es puramente barroco.
Destacan especialmente sus pinturas murales de época altomedieval, que se ubican en el atrio, en el que aparecen guerreros luchando y una escena de tauromaquia, posiblemente la representación de esta actividad más antigua en toda la provincia. En muro norte de la nave, en el que aparece una representación de la Última Cena. 